# La Petite Chose noire
La Petite Chose noire (くろいの, Kuroino) est un livre pour enfants écrit par Kiyo Tanaka  (田中清代, Tanaka Kiyo), publié en 2018 par Kaiseisha (ja). Une traduction de Kuroino a été publiée en français, La Petite Chose noire, traduite par Alice Hureau et publiée par Le Cosmographe.
Dans le livre, une petite fille voit une créature et part à l'aventure. À la fin, la fille rencontre son père.
David Boyd a écrit la traduction en anglais, The Little One, a été publié en 2021 par Enchanted Lion Books.